# Thesea flexilis
Thesea flexilis är en korallart som beskrevs av Nutting 1910. Thesea flexilis ingår i släktet Thesea och familjen Plexauridae. Inga underarter finns listade i Catalogue of Life.